# Gradihna, dukljanski kralj
Gradihna  (crnogorski: Градихна; spominje se i kao Gradinja) bio je dukljanski kralj, iz dinastije Vojislavljevića, vladao oko 1131. do 1142. godine. 
Bio je brat Grubeše, dukljnaskoga kralja koga je 1125. kod Bara pogubio prijethodno (1118. godine) svrgnuti  kralj Đorđe.

## Bijeg u Rašku i Zahumlje
Za razliku od druga svoja dva brata, Dragihne i Dragila koji su u zamjenu za lojalnost kralju Đorđu dobili na upravljanje župu Zeta  u dukljanskoj državi, Gradihna je prebjegao u Rašku i ostao u opoziciji spram dukljanskog kralja. 
U Raškoj se Gradihna oženio i dobio sinove Radoslava, Jovana (Lobara) i Vladimira. 
No, dukljanski kralj Đorđe 1127. napao je i pokorio Rašku, te je od nje opet napravio Duklji vazalnu oblast. 
Gradihna bježi u Zahumlje. Otuda uspostavlja kontakt s bratom Dragihnom u Duklji i Bizanticima iz Drača. 

## Zbacivanje Đorđa
Bizantski pohod na Duklju, u kojem Gradihna sudjeluje, poduzet je 1131. godine iz Drača. Ljetopis popa Dukljanina opisuje te događaje (citat je prijevod na crnogorski):
Nakon poraza dukljanske vojske, kralja Đorđa su uhitili i odveli u Carigrad, kamo je i umro.
Gradihna je postao novi dukljanski kralj, no praktički je bio bizantski vazal.

## Na tronu
Ljetopis popa Dukljanina izvješćuje da je sukob s kraljem Đorđem prouzročio brojnu emigraciju, no Gradihna je bio blag, krotak, milosrdan, zaštitnik udovica i siročadi:
Dalje Ljetopis popa Dukljanina opisuje da je podnio kralj Gradinja u danima svoga vladanja mnoge prevare i nepravde od rđavih ljudi, ali ga je od svega Bog izbavio.

## Smrt
Umro je 1142. godine. Pokopan je u manastiru Sv. Srđa i Vlakha u Skadru. 

## Nasljednik
Na dukljanskom ga je prijestolju, uz suglasnost Manuela I. Komnena, nasljedio najstariji sin Radoslav.